# برج انرژی (فروباد)

برج انرژی

برج انرژی دستگاهی برای تولید انرژی برق است. این برج زاییده افکار فیلیپ کارلسون (به انگلیسی: Dr.Phillip Carlson)است و توسط دن زاسلاوسکی (به انگلیسی: Professor Dan Zaslavsky) و رومی گتا (به انگلیسی: Dr. Romi Guettan) از دانشگاه تکنیون (به انگلیسی: Technion) بسط داده شده. برج‌های انرژی آب را بر هوای داغ بالای برج افشانه می‌کنند و باعث می‌شوند که هوای خنک شده در برج پایین بیاید و در پایین برج یک توربین را بچرخاند.
برج انرژی دربارهٔ تولید نیروی برق توسط ایجاد فروباد (جریان هوا به سوی پایین) است. این فروباد به وسیله تبخیر آب پاشیده شده بر بالای یک استوانه بلند تو خالی به وجود می‌آید.

## ایده
برج انرژی (همچنین شناخته شده به عنوان برج انرژی فروباد، زیرا که هوا به سمت پایین برج جریان دارد) با ۱۰۰۰ متر طول و ۴۰۰ متر عرض، یک استوانه میان تهی با سیستم افشانه آب در بالای استوانه است. پمپ‌ها آب را به سمت بالای برج بالا می‌برند و آب را در داخل برج افشانه می‌کنند. تبخیر آب هوای خشک و داغ پیرامون بالای برج را خنک می‌کند. هوای خنک شده که اکنون چگالی آن بیشتر از هوای گرم خارج است، در استوانه پایین می‌آید و توربین در پایین برج را می‌چرخاند. توربین یک ژنراتور را می‌چرخاند که برق تولید می‌کند.
هرچه اختلاف دما بین آب و هوا بیشتر باشد، انرژی سودمندتر است؛ بنابراین برج‌های انرژی فروباد باید در آب و هوای گرم و خشک بهترین کارایی را داشته باشند. برج‌های انرژی به مقدار زیادی آب نیازمندند. آب شور قابل قبول است، با این حال مراقبت برای جلوگیری از خوردگی باید وجود داشته باشد؛ بنابراین شیرین کردن آب چاره ای برای حل این مشکل است.
انرژی که از هوا استخراج شده از خورشید گرفته شده، بنابراین این می‌تواند شکلی از انرژی خورشیدی در نظر گرفته شود، تولید انرژی در شب ادامه پیدا می‌کند زیرا که هوا مقداری از گرمای روز را بعد از تاریکی در خود نگه می‌دارد. با این حال، تولید نیرو توسط برج انرژی تحت تأثیر آب و هوا است. هر زمانی که رطوبت محدود افزایش پیدا می‌کند (مثلاً در طول باد و باران) یا در زمان کاهش دما تولید نیرو کاهش پیدا می‌کند.
یک روش مرتبط برج فرازهنج (جریان هوا رو به بالا) خورشیدی است که هوا را در محوطه‌ای شیشه‌ای در سطح زمین گرم می‌کند سپس هوای گرم شده را به سمت بالای برج فرستاده توربین‌ها را در پایه می‌چرخاند. برج‌های فرازهنج آب پمپاژ نمی‌کنند که این کارایی آن‌ها را بالا می‌برد، ولی برای کلکتورها به مقدار زیادی زمین نیازمندند. هزینه‌های ساختن کلکتورها و مالکیت زمین برای برج‌های فراز هنج باید با هزینه‌های زیرساخت پمپاژ برای کلکتورهای فروباد مقایسه شود. به‌طور مؤثر، نگهداری از سازه‌های کلکتور برای برج‌های فراز هنج باید با هزینه‌های نگهداری زیر ساخت‌های پمپ و پمپاژ مقایسه شود.

## هزینه/بازده
زاسلاوسکی و سایر نویسندگان برآورد می‌کنند که با توجه به مکان و میزان سرمایه‌گذاری هزینه تولید هر کیلووات انرژی بین ۱ تا ۴ سنت خواهد بود که میزانی بسیار پایین‌تر از منابع انرژی دیگر به جز برق آبی است. پمپ کردن آب حدود ۵۰٪ خروجی توربین را تشکیل می‌دهد. زاسلاوسکی ادعا می‌کند که برج انرژی ۷۰ تا ۸۰٪ چرخه کارنو (به انگلیسی:Carnot cycle)است. اگر میزان تولید از این حد خیلی کمتر باشد انتظار می‌رود که اثر منفی بر ادعای کاهش هزینه انرژی داشته باشد.
ادعای آلتمن (به انگلیسی: Altmann) و زیش (به انگلیسی: Czisch) در مورد کارایی تبدیل و هزینه انرژی (بر مبنای سنت بر کیلووات) تنها بر مبنای محاسبات نمونه است و هیچ داده‌ای از نیروگاه‌های واقعی در حال کار تا کنون جمع‌آوری نشده‌است.
اندازه‌گیری واقعی در برج فرازهنج خورشیدی مانزارانس (به انگلیسی: Manzanares) قابلیت تبدیل ۵۳٪ رانشان داد گرچه SBP باور دارد که این میزان را می‌توان در یک واحد بزرگ و پیشرفته 100MW واحدی تا ۱/۳٪ هم افزایش داد. این میزان برابر با حدود ۱۰٪ چرخه کارنو است، بنابراین غیر معقول نیست اگر کارایی تبدیل مشابهی را هم از برج انرژی انتظار داشته باشیم چرا که مبنای کار آن مشابه برج فرازهنج خورشیدی است.

## مشکلات بالقوه
- در هوای مرطوب نمک‌دار، میزان زنگ زدگی می‌تواند بسیار زیاد باشد. این مربوط به برج و توربین‌ها است.
- این تکنولوژی به آب و هوای گرم و خشک نیاز دارد. این گونه مکان‌ها شامل سواحل غرب آفریقا، استرالیای غربی، شیلی شمالی، نامیبیا، دریای سرخ، خلیج فارس و خلیج کالیفرنیا می‌شود. اکثر این مناطق، دوردست و کم جمعیت هستند و لازم است که نیرو در مسیرهای طولانی به محلی که به آن نیاز است انتقال یابد. متناوباً چنین دستگاه‌هایی می‌تواند نیروی لازم را برای استفادهٔ صنایع مجاور مانند دستگاه‌های نمک زدایی، تولید آلومینیوم توسط فرایند هال–هرولت یا برای تولید هیدروژن برای تولید محلول یا بخار آمونیاک، فراهم کنند.
- رطوبت در نتیجه عملکرد دستگاه ممکن است موضوعی برای جوامع مجاور باشد. دستگاه تولید نیرو با قطر ۴۰۰ متر که بادی با سرعت معادل ۲۲ متر بر ثانیه تولید می‌کند، باید برای هر کیلوگرم هوای پردازش شده ۱۵ گرم آب اضافه کند. این برابر ۴۱ تن آب در ثانیه است. در مقیاس هوای مرطوب، این مکعبی ۱۰ کیلومتری از هوای بسیار مرطوب در هر ساعت است؛ بنابراین حتی اجتماعی که ۱۰۰ کیلومتر دورتر است ممکن است به‌طور ناخوشایندی تحت تأثیر قرار گیرد.
- نمک محلول هم به همان میزان رطوبت مشکل ایجاد می‌کند. فشار بخار آب با افزایش شوری کاهش می‌یابد و منطقی است که انتظار داشته باشیم به اندازه رطوبت آب، نمک وجود داشته باشد. به این معنی که یک رودخانه حاوی نمک محلول باسرعت ۴۱ تن بر ثانیه (m3s-1) خارج می‌شود بعلاوه رودخانه آب شوری که با سرعت ۸۲ تن بر ثانیه وارد می‌شود.

مصرف کنندگان صنعتی بزرگ اغلب در کنار منابع ارزان برق قرار گرفته‌اند. با این حال بسیاری از این مناطق بیابانی فاقد زیرساخت‌های لازم هستند، و این سرمایه مورد نیاز و ریسک کلی را افزایش می‌دهد.

## پروژه نمایشی
در ۲۰۱۴ شرکت مریلند بر پایه انرژی بادی خورشیدی پیشنهاد به ساخت یک برج ۶۸۵ متری(۲٫۲۴۷ فوتی) داد.انتظار می‌رفت که سرعت باد به ۸۰ کیلومتر در ثانیه(mph 50) برسد. این شرکت ادعا می‌کند که برجی در کنار سن لوئیز آمریکا در روزها آفتابی تا 250/1 mw و میانگین سالانه 435 mw تولید خواهد داشت و می‌تواند اعتبارات پرداختی و یک توافق نامه مالی (با شرکت JDF) تا سقف ۱۵۸۵۰۰۰ دلار برای سایت سن لوئیز داشته باشد.